# József Szabó (nuotatore)
József Szabó (Budapest, 10 marzo 1969) è un ex nuotatore ungherese.
Specializzato nella rana e nei misti ha vinto il titolo olimpico nei 200 m rana ai Giochi olimpici di Seoul 1988.

## Palmarès
- Giochi olimpici

Seoul 1988: oro nei 200 m rana.
- Mondiali

1986 - Madrid: oro nei 200 m rana.
- Europei

1987 - Strasburgo: oro nei 200 m rana e argento nei 400 m misti.
1989 - Bonn: bronzo nei 200 m rana.
- Europei giovanili

1985 - Ginevra: oro nei 200 m rana, 200 m farfalla, 200 m e 400 m misti.